# Miss Universo 2002
Miss Universo 2002 foi a 51° edição do concurso, realizada no dia 29 de maio de 2002 no Coliseo Roberto Clemente, em San Juan, Porto Rico. Oxana Fedorova, Miss Rússia, foi coroada derrotando 74 outras candidatas. Fedorova, porém, foi destronada quatro meses após a coroação, sendo substituída pela segunda colocada, a panamenha Justine Pasek, a partir de então reconhecida oficialmente pela Miss Universe Organization como a Miss Universo de 2002. Esta edição foi a última transmitida pela rede de televisão norte-americana CBS depois de 43 anos, passando os direitos de transmissão para a rede NBC a partir do ano seguinte.
A edição também foi marcada por ter a primeira e única Miss Universo destronada durante o exercício pleno de seu reinado na história do concurso. As duas vencedoras coroadas anteriormente que não cumpriram o mandato integralmente foram a finlandesa e pioneira Armi Kuusela, Miss Universo 1952, e a espanhola Amparo Muñoz, Miss Universo 1974, ambas por renúncia ao título, que ficou vago até a eleição de nova sucessora.

## Evento
Esta foi uma das mais bem produzidas edições do concurso. Depois uma confusa e controversa edição no ano anterior em Bayamón, o território americano ganhou uma segunda chance. Dessa vez o concurso foi na capital San Juan, que tinha uma infraestrutura melhor. Desde um energético e cativante número de abertura com a participação de Ricky Martin, com um desfile de trajes típicos locais e a grande qualidade do palco, iluminação e música, uso de acrobatas aéreos, seguindo uma tendência mundial que na época era a consolidação no período de eventos de entretenimento.
O diferencial inicial desta edição era a sensação entre os fãs é de que a beleza negra dominaria o concurso. Após quatro das cinco finalistas do Miss USA daquele ano serem negras, incluindo a vencedora, Shauntay Hinton, duas outras negras largaram como favoritas nas preliminares, a dominicana Ruth Ocumarez e a colombiana Vanessa Mendoza, a primeira negra a representar este país na história do Miss Universo. Entretanto,nenhuma avançou para as semifinais. Outra forte candidata era a ucraniana naturalizada panamenha Justine Pasek. A anfitriã, a porto riquenha Isis Casalduc, também era aposta certa entre as finalistas, por ter passado pela mesma preparação que sua antecessora, a local Denise Quiñones, que era Miss Universo reinante. A Miss Rússia, Oxana Fedrorova,que seguia uma carreira policial de destaque. Federova chamava a atenção por ser de pele alva, alta, cabelos negros e olhos verdes, também era uma das que integrava a lista de semifinalistas de qualquer aficionado, mas durante as preliminares quase passou desapercebida.
O Top 10 foi formado por Panamá, Rússia, a Miss África do Sul, Vanessa Carreira que era portuguesa naturalizada, Índia, Alemanha, Chipre, Canadá e Venezuela. Além disso, os dois países que também estavam participando pela primeira vez também se classificaram China e Albânia. O choque com a não  classificação da favorita dominicana Ocumarez foi tão grande, que fãs e blogueiros a partir dali criaram na Internet o Ruth Ocumárez Award, prêmio destinado às super favoritas iniciais de concursos de beleza que não se classificam entre as finalistas. 
A partir da escolha do Top 10 e do desfile em trajes de noite e banho – em que Federova conseguiu a maior pontuação do Miss Universo até hoje, 9,88 – Ao passar da noite a diferença entre Fedorova e as demais candidatas foi disparando e se tornou imbatível pela diferença de pontuação, mostrada ao público pela televisão. Ela liderou o Top 5 com larga vantagem para as outras finalistas, misses Venezuela, República Popular da China, África do Sul e Panamá, abrindo uma diferença de 70 décimos em cima da venezuelana Cynthia Zamora que no momento estava em segundo lugar. A partir dali, parecia que não mais importava a qualidade de sua resposta à pergunta final, dada a impressão causada no público e nos jurados por sua beleza facial e seu desempenho extraordinário durante toda a noite e a disputa eventualmente seria apenas pelo segundo lugar.
O resultado final trouxe Fedorova e Pasek ao Top 2, com a vitória unânime da russa. Quatro meses depois, porém, ela teve seu título cassado por, segundo a Miss Universe Organization, ela havia quebrado algumas cláusulas contratuais em relação ao cargo, algo único na história do concurso. Justine Pasek foi coroada em Nova York por Donald Trump como Miss Universo 2002 em 24 de setembro do mesmo ano e é a vencedora oficial desta edição. Para críticos e especialistas do mundo de concursos de beleza, Oxana Fedorova encontra-se num patamar único na história deste concurso por sua extraordinária beleza, colocando-a no mesmo patamar de Aishwarya Rai, eleita duas vezes consecutivas a mais bela Miss Mundo de todos os tempos.

## Destituição
| “ | "... e se a vencedora não conseguir cumprir todas as obrigações contratuais, a segunda colocada irá assumir o posto de Miss Universo." | ” |

Durante os primeiros meses de seu reinado, Oxana Fedorova compareceu a vários eventos patrocinados e ligados ao Miss Universo, na Indonésia, no Panamá e nos Estados Unidos. Em 10 de setembro fez sua última aparição pública no cargo, de coroa e faixa, no Toronto Film Festival, no Canadá. Duas semanas depois, em 24 de setembro,foi destituída e a panamenha Justine Pasek foi coroada em seu lugar pessoalmente por Donald Trump em Nova Iorque.  No dia anterior, a Miss Universe Organization, em comunicado oficial à imprensa, anunciava sua destituição por "quebra de contrato e incapacidade de cumprir as obrigações atribuídas ao cargo".
Em entrevista à CNN em 24 de setembro de 2002, Donald Trump declarou que tinha pouco contato com Fedorova durante o reinado, mas encontrava-se informado das dificuldades que a organização estava tendo com ela. Fedorova,já tinha tido problemas com a organização Miss Universo,pois se negou a participar do concurso no ano anterior .Enquanto era a Miss Rússia 2001 ,Federova cancelava aparições públicas de última hora e vivia se atrasando em compromissos oficiais.,algo que era decorrente durante seu reinado como Miss Universo entretanto, a gota d´agua foi que Oxana faltou a um ensaio de fotos oficiais do concurso. Diante disso, Trump e Paula Schugart, presidente da Miss Universe Organization, se viram obrigados a destrona-la e coroar sua substituta, a panamenha Justine Pasek.
Em declarações posteriores, Oxana declarou que havia voluntariamente desistido da coroa para se dedicar à sua formação como policial na Rússia além de seu trabalho no Ministério do Interior. Também alegou ter sido profundamente desrespeitada pela organização, quando foi enviada ao programa de rádio  The Howard Stern Show, sem ser avisada do que se tratava, onde foi confrontada com diversas perguntas íntimas, diretas e constrangedoras com relação à sexo, um estilo comum das entrevistas dos programas de Stern, que ela, por ser russa,até então desconhecia. e considerou o mais desagradável momento de toda sua vida nos EUA. De maneira controversa, ao desembarcar destronada na Rússia em 28 de setembro, Oxana declarou à imprensa local que não sabia porque havia sido destituída e que continuava a considerar a si própria como a Miss Universo reinante e que os boatos existentes de havia ganho 7 kg, estava grávida ou tinha se casado secretamente eram falsos. Também afirmou que nunca assinou qualquer contrato com a organização já que o contrato apresentado a ela era em inglês, língua que ela não tinha domínio e esperava uma cópia em russo.
Depois de retornar à vida comum, ela se tornou extremamente conhecida em seu país e se tornou uma personalidade multimídia. Foi outorgada com o título de Embaixadora da Boa Vontade da UNICEF pela Federação Russa em 2007, casou-se em 2011 e deu luz a um filho, Fyodor, em março de 2012.

## Sucessão
Nascida em 1979 em Kharkiv, Ucrânia até em então na antiga URSS, filha de uma panhamenha e um polonês, aos 22 anos a panamenha Justine Pasek tornou-se a primeira e única miss na história do Miss Universo a herdar o título. Uma das favoritas do público durante o concurso, representando um país que até então nunca havia classificado uma candidata na história, manteve-se sempre discreta e elegante até chegar ao Top 5 junto com Fedorova, ficando em segundo lugar. Após a destituição da russa, foi coroada em 24 de setembro de 2002 na Trump Tower por Donald Trump em pessoa, e cumpriu os quase nove meses restantes do reinado fazendo um grande trabalho como relações-públicas e porta-voz da organização junto a reputadas associações internacionais dedicadas ao combate e à conscientização do vírus da AIDS, a principal causa abraçada pela Miss Universe Organization. Durante os nove meses de seu reinado, viajou à Indonésia, Espanha, Cambodja e retornou ao Panamá – aonde participou do desfile oficial em comemoração aos 99 anos de independência carregando a bandeira panamenha, que recebeu das mãos da presidente do país, Mireya Moscoso – Tailândia, Polônia, e uma visita oficial feita à Casa Branca, em Washington D.C..
Em 3 de junho de 2003, após quase nove meses de reinado, Justine passou a coroa à sua sucessora, Amelia Vega, da República Dominicana, na frente de seu povo, em casa, na Cidade do Panamá. Desde então tornou-se uma ativista dos direitos humanos, preservação do meio ambiente, direitos dos homossexuais e Embaixadora da Boa Vontade da FAO, órgão das Nações Unidas. Casada, vive hoje nos Estados Unidos e é reconhecida pela Miss Universe Organization como uma das suas melhores representantes dos últimos tempos.

## Resultados
| Colocação                       | Candidata                                                                  | País                                         |
| ------------------------------- | -------------------------------------------------------------------------- | -------------------------------------------- |
| Miss Universo 2002 (destronada) | Oxana Fedorova                                                             | Rússia                                       |
| 2º lugar (assumiu o título)     | Justine Pasek                                                              | Panamá                                       |
| 3º lugar                        | Zhuo Ling                                                                  | China                                        |
| 4º lugar                        | Vanessa Carreira                                                           | África do Sul                                |
| 5º lugar                        | Cynthia Lander                                                             | Venezuela                                    |
| Semifinalistas (Top 10):        | Anisa Kospiri Natascha Börger Neelam Verma Demetra Eleftheriou Neha Dhupia | Albânia · Alemanha · Canadá · Chipre · Índia |
| Premiações especiais            |                                                                            |                                              |
| Miss Simpatia                   | Merlisa George                                                             | Ilhas Virgens Americanas                     |
| Miss Fotogenia                  | Isis Casalduc                                                              | Porto Rico                                   |
| Melhor Traje Típico             | Vanessa Mendoza                                                            | Colômbia                                     |
| Melhor Traje de Banho           | Oxana Fedorova                                                             | Rússia                                       |

## Candidatas
Em negrito, a candidata eleita Miss Universo 2002. Em itálico, as semifinalistas.
| - África do Sul - Vanessa Carreira (4°) - Albânia - Anisa Kospiri (SF) - Alemanha - Natascha Börger (SF) - Angola - Giovana Leite - Antígua e Barbuda - Aisha Ralph - Aruba - Deyanira Frank - Austrália - Sarah Davies - Bahamas - Nadia Albury - Bélgica - Ann van Elsen - Bolívia - Paola Antipieff - Brasil - Joseane Oliveira - Bulgária - Elina Georgiva - Canadá - Neelam Verma (SF) - Chile - Nicole Guevara - China - Zhuo Ling (3°) - Chipre - Demetra Eleftheriou (SF) - Cingapura - Nuraliza Osman - Colômbia - Vanessa Mendoza (TT) - Coreia do Sul - Min-Kyoung Kim - Costa Rica - Merilyn Villalta - Croácia - Ivana Paris - Curaçao - Ayanette Statia - Egito - Sally Shaheen - El Salvador - Elisa Rodriguez - Equador - Isabel Ontaneda-Pinto - Eslovénia - Iris Mulej - Espanha - Vania Millan - Estados Unidos - Shauntay Hinton - Estónia - Jana Tafenau - Filipinas - Karen Agustín - Finlândia - Janette Broman - França - Sylvie Tellier - Gana - Stephanie Walkins-Fia - Grécia - Lena Paparrigopoulou - Guatemala - Carina Velasquez - Guiana - Mia Rahaman - Honduras - Erika Ramirez - Hungria - Edit Friedl | - Ilhas Caimã - Shannon McLean - Ilhas Virgens Americanas - Merlisa George (MS) - Ilhas Virgens Britânicas - Anastasia Tonge - Índia - Neha Dhupia (SF) - Irlanda - Lisa O'Sullivan - Israel - Yamit Har-Noy - Itália - Anna Rigon - Iugoslávia - Sladjana Bozovic - Jamaica - Sanya Hughes - Japão - Mina Chiba - Malásia - Karen Ang - Marianas Setentrionais - Virginia Gridley - Ilhas Maurícias - Karen Alexandre - México - Ericka Escalante - Namíbia - Michelle Heitha - Nicarágua - Marianela Mendoza - Nigéria - Chinenye Ochuba - Noruega - Hege Hatlo - Países Baixos - Kim Kotter - Panamá - Justine Pasek (2°) (depois MU) - Peru - Adriana Zubiate - Polónia - Joanna Dozdrowska - Porto Rico - Isis Gonzales (MF, 2° TT) - Portugal - Iva Lamarão - Quênia - Julie Njeru - República Dominicana - Ruth Ocumarez (3° TT) - República Eslovaca - Eva Dzodlova - República Tcheca - Diana Kobzanova - Rússia - Oxana Fedorova (1°, MM) DESTITUÍDA - Suécia - Malou Hansson - Suíça - Jennifer Gerber - Tailândia - Janjira Janchome - Trinidad e Tobago - Nasma Mohammed - Turquia - Cagla Kubat - Ucrânia - Liliana Gorova - Uruguai - Fiorella Fleitas - Venezuela - Cynthia Zamora (5°) |

## Jurados[4]
- Nicole Miller - estilista americana
- Marshall Faulk - jogador de futebol norte-americano
- Oswald Mendez - participante do reality show The Amazing Race 2.
- Amir - estilista
- Tatjana Patitz - supermodelo alemã
- Tyrese Gibson - ator norte-americano
- Yue-Sai Kan - personalidade televisiva chinesa.
- Christopher McDonald - ator norte-americano.
- Marisol Malaret - Miss Universo 1970
- Ethan Zohn - vencedor do reality show Survivor: Africa.

## Fatos
- A Albânia e a República Popular da China estrearam na edição deste ano e ambas também se classificaram para a semifinal pela primeira vez.[13]
- A Miss Líbano, Christina Sawaya, recusou-se a participar de um mesmo evento com a Miss Israel e retirou-se do concurso. No final do ano venceu o  Miss Beleza Internacional.[13]
- Esta foi a terceira vez na história do Miss Universo que os EUA não se classificaram para a semifinal.[13]